# Lewis Wolpert
Lewis Wolpert (19 de octubre de 1929, Johannesburgo, Sudáfrica - 28 de enero de 2021) F.R.S., fue un biólogo británico,  catedrático de biología aplicada a la medicina en el Departamento de Anatomía y Biología del desarrollo del University College de Londres. Su investigación está centrada en los mecanismos implicados en el desarrollo del embrión.

## Trayectoria
Formado en Ingeniería Civil en Sudáfrica, en 1995, en el King's College de Londres, reorientó su investigación a la biología celular.
A partir de 2010 ocupa el cargo de Profesor Emérito de Biología aplicada a la Medicina en el Departamento de Anatomía y Biología del Desarrollo en el University College de Londres.
Los biólogos reconocen a Wolpert por elaborar y defender las ideas de la información posicional y el valor posicional: señales moleculares y respuestas celulares internas que les permiten a las células hacer lo correcto en el lugar correcto durante el desarrollo embrionario. La esencia de estos conceptos es que existe un conjunto dedicado de moléculas para la coordinación espacial de las células, idénticas en muchas especies y en diferentes etapas y tejidos del desarrollo. El descubrimiento de códigos de genes Hox en moscas y vertebrados ha justificado en gran medida el concepto de valor posicional de Wolpert, mientras que la identificación de morfógenos del factor de crecimiento en muchas especies ha respaldado el concepto de información posicional.
Además de sus publicaciones científicas y de investigación, ha escrito sobre su propia experiencia de depresión clínica en Malignant sadness: The anatomy of depression (1999). En 1999 fue el presentador de la serie de la BBC Two, A Living Hell, basada en su libro Magliants sadness. The anatomy of depression.
Fue nombrado miembro de la Royal Society en 1980 y se le otorgó el CBE en 1990. Se convirtió en miembro de la Royal Society of Literature en 1999 y uno de los primeros miembros de la Academia de Ciencias Médicas en 1998. En 1986, Wolpert fue invitado a pronunciar la Royal Institution Christmas Lecture que versó sobre Frankenstein's Quest: Development of Life.

## Ideas
En un artículo de 2005 titulado "Spiked", The Guardian le preguntó a una serie de científicos: "¿Cuál es la única cosa que todos deberían aprender sobre la ciencia?" Wolpert respondió:
```
  "Enseñaría al mundo que la ciencia es la mejor manera de entender el mundo, y que para cualquier conjunto de observaciones, solo hay una explicación correcta. Además, la ciencia es libre de valores, ya que explica el mundo tal como es. Los problemas éticos surgen solo cuando la ciencia se aplica a la tecnología, desde la medicina a la industria."
[
5
]
```

Con respecto a su libro Cómo Vivimos y Por qué Morimos: Las Vidas Secretas de las Células, Wolpert dijo que la audiencia prevista de su libro era el público en general. Dijo que pensaba que el público en general necesitaba entender que las personas son una sociedad de células, particularmente si querían comprender a los humanos.
Wolpert también cree que una cuestión muy importante y hasta ahora no resuelta en la investigación celular es el origen y la evolución de la primera célula, así como la cuestión del comportamiento celular, que en su opinión sería útil para el estudio de enfermedades como el cáncer o Alzheimer.
Wolpert ha debatido con el filósofo cristiano William Lane Craig sobre la existencia de Dios, con el astrofísico cristiano Hugh Ross sobre si hay un creador, y con William Dembski sobre el tema del diseño inteligente. En una conferencia titulada "¿Es peligrosa la ciencia?", se extendió sobre esto: "Considero éticamente inaceptable e impráctico censurar cualquier aspecto de tratar de comprender la naturaleza de nuestro mundo".
El 25 de mayo de 1994, Wolpert realizó una entrevista de una hora con Francis Crick titulada "Cómo ve el cerebro" para The Times Dillon Science Forum. Just Results Video Productions produjo un video de la entrevista para The Times. El 15 de enero de 2004, Wolpert y el biólogo / parapsicólogo Rupert Sheldrake participaron en un debate en vivo sobre la evidencia de la telepatía. Tuvo lugar en la Royal Society of Arts en Londres. Wolpert tampoco no estaba de acuerdo con Sheldrake con respecto a la posibilidad de poner una célula o un embrión en una computadora, lo que Wolpert creía que sería posible en los siguientes 20 años. Cree que hacerlo predeciría en detalle cómo se comportará la célula, aunque también admite la dificultad de esta tarea debido a las complejas redes de proteínas, las interacciones proteína-proteína y la gran cantidad de moléculas en la célula. Wolpert ha dicho que está en contra de la clonación humana porque "el niño casi seguro estaría enfermo o sería anormal".
A finales de la década de 1960, Wolpert propuso el modelo ilustrativo de bandera francesa, que explica cómo la señalización entre las células al principio de la morfogénesis podría utilizarse para informar a las células con la misma red de regulación genética de su posición y función.
Se le atribuye la famosa frase: "No es el nacimiento, el matrimonio o la muerte, sino la gastrulación, el que es verdaderamente el momento más importante de tu vida".
Libros y conferencias
Wolpert ha publicado varios libros de ciencia populares, entre ellos La naturaleza antinatural de la ciencia, Seis cosas imposibles antes del desayuno: Los orígenes evolutivos de la creencia, y Cómo vivimos y por qué morimos: La vida secreta de las células.
En 2011, Wolpert publicó You're Looking Very Well, un libro sobre los aspectos sociales y científicos del envejecimiento. El libro fue retirado de la venta por su editor en 2014 luego de encontrar numerosos pasajes copiados sin atribución de la literatura científica y de varios sitios web, incluida Wikipedia.